# Khe Mo
Khe Mo là một xã thuộc huyện Đồng Hỷ, tỉnh Thái Nguyên, Việt Nam.

## Địa lý
Xã Khe Mo nằm ở trung tâm huyện Đồng Hỷ, có tuyến tỉnh lộ 269 chạy qua phần phía tây nam và có vị trí địa lý:
- Phía đông giáp xã Văn Hán
- Phía tây giáp các thị trấn Sông Cầu, Hóa Thượng và xã Hóa Trung
- Phía nam giáp thành phố Thái Nguyên và xã Nam Hòa
- Phía bắc giáp xã La Hiên huyện Võ Nhai và xã Quang Sơn.

Xã Khe Mo có diện tích 30,24 km², dân số năm 2020 là 8.236 người, mật độ dân số đạt 274 người/km².

## Lịch sử
Sau năm 1945, Khe Mo là một xã thuộc huyện Đồng Hỷ.
Đến năm 2019, xã Khe Mo được chia thành 15 xóm: Thống Nhất, Đèo Khế, Long Giàn, Khe Mo 1, Khe Mo 2, Làng Cháy, Dọc Hèo, Tiền Phong, La Đường, Ao Rôm 1, Ao Rôm 2, Ao Đậu, Hải Hà, La Nha, La Rẫy.
Ngày 11 tháng 12 năm 2019, sáp nhập xóm Thống Nhất vào xóm Đèo Khế và sáp nhập xóm Dọc Hèo vào xóm Làng Cháy.

## Hành chính
Xã Khe Mo được chia thành 13 xóm: Ao Rôm 1, Ao Rôm 2, Ao Đậu, Đèo Khế, Hải Hà, Khe Mo 1, Khe Mo 2, La Đường, Làng Cháy, Long Giàn, La Nưa, La Dẫy, Tiền Phong.

## Kinh tế - xã hội
Kinh tế chủ yếu của xã Khe Mo là từ cây chè, và trồng rừng (Keo), ngoài ra còn có các cây ăn quả như: Chuối tiêu hồng và ổi .... Tuyến đường liên xã dài gần 10 km từ Khe Mo đi xã Văn Hán là trục giao thông huyết mạch của xã. Khe Mo còn có tài nguyên đất sét để làm xi măng với trữ lượng lớn.